# Quy tắc Le Bel–Van 't Hoff

Bốn nguyên tử carbon bất đối trong glucose (bốn liên kết carbon-oxy được đánh dấu màu đỏ). Như vậy glucose có 2^{4} = 16 đồng phân lập thể.

Trong hóa hữu cơ, quy tắc Le Bel–Van 't Hoff phát biểu rằng số đồng phân lập thể của một hợp chất hữu cơ không chứa mặt phẳng đối xứng là 2n, trong đó n là số nguyên tử carbon bất đối. Joseph Achille Le Bel và Jacobus Henricus van 't Hoff đều công bố lý thuyết này vào năm 1874 và điều này giải thích cho tất cả sự bất đối xứng phân tử được biết vào thời điểm đó.
Ví dụ, bốn trong số các nguyên tử carbon của phân tử aldohexose là bất đối xứng, do đó quy tắc Le Bel–Van 't Hoff đưa ra phép tính 24 = 16 đồng phân lập thể. Trong các đồng phân lập thể này bao gồm tám đồng phân phi đối hình (diastereomers) khác nhau: allose, altrose, glucose, mannose, gulose, idose, galactose và talose.